# Suoniemi kyrka
Suoniemi kyrka (finska: Suoniemen kirkko) är en kyrkobyggnad i Suoniemi, som sedan 1973 är del av staden Nokia i Finland. Den är den äldsta kyrkan i Nokia församling i Tammerfors stift inom Evangelisk-lutherska kyrkan i Finland.
Kyrkan, som är uppförd i trä, färdigställdes 1803; klockstapeln byggdes 1820. Den 12-stämmiga orgeln byggdes av Bror Axel Thulé från Kangasala och införskaffades 1903. Kyrkan har 520 sittplatser.